# 1,2-Dichlor-4-nitrobenzol
1,2-Dichlor-4-nitrobenzol ist eine chemische Verbindung aus der Gruppe der aromatischen Nitroverbindungen.

## Gewinnung und Darstellung
1,2-Dichlor-4-nitrobenzol kann durch Nitrierung von 1,2-Dichlorbenzol gewonnen werden, wobei auch andere Isomere wie 1,2-Dichlor-3-nitrobenzol entstehen. Möglich ist auch die Herstellung durch Chlorierung von 4-Chlornitrobenzol.
Die jährliche Produktionsmenge lag 2001 bei mehr als 35.000 Tonnen. Damit zählt es zu den chemischen Substanzen, die in großen Mengen hergestellt werden („High Production Volume Chemical“, HPVC) und für die von der Organisation für wirtschaftliche Zusammenarbeit und Entwicklung (OECD) eine Datensammlung zu möglichen Gefahren („Screening Information Dataset“, SIDS) angefertigt wurde.

## Eigenschaften
1,2-Dichlor-4-nitrobenzol ist ein brennbarer gelber Feststoff mit charakteristischem Geruch, der sehr schwer löslich in Wasser ist. Er zersetzt sich bei Erhitzung über 370 °C.

## Verwendung
1,2-Dichlor-4-nitrobenzol ist enthalten in Hochdruckschmiermitteln und wird zur Herstellung von Vulkanisationsbeschleunigern, Desinfektionsmitteln, Pflanzenschutzmitteln und Farbstoffen verwendet.